# Jagdfliegerführer Dänemark
Jagdabschnittsführer/Jagdfliegerführer Dänemark war ab dem 14. September 1943 die Bezeichnung einer Dienststellung bzw. einer Kommandobehörde auf Brigadeebene der deutschen Luftwaffe im Zweiten Weltkrieg. Ihre Hauptaufgabe war die Luftraumverteidigung gegen westalliierte Einflüge in das deutschbesetzte Dänemark.

## Geschichte
Die Kommandobehörde des Jagdabschnittsführer Dänemark wurde am 14. September 1943 im vom Deutschen Reich besetzten dänischen Grove aufgestellt. Das Einsatzgebiet umfasste den gesamten dänischen Raum mit der vorgelagerten Nordsee. Ab dem 26. Januar wurde der Jagdabschnittsführer Dänemark in Jagdfliegerführer Dänemark umbenannt. An seinen Aufgaben änderte sich nichts.
Die Kommandobehörde war bei ihrer Aufstellung der 2. Jagddivision des I. Jagdkorps des Luftwaffenbefehlshabers Mitte unterstellt. Ab dem 16. September 1944 erhielt sie ihre Befehle vom Kommandierenden General der Deutschen Luftwaffe in Dänemark. Am 8. Mai 1945, nach der bedingungslosen Kapitulation der Wehrmacht, wurde sie aufgelöst.

## Jagdfliegerführer
| Dienstgrad     | Name        | Datum                                 |
| -------------- | ----------- | ------------------------------------- |
| Oberst         | Hans Schalk | 21. Januar 1944 bis 1. September 1944 |
| Oberstleutnant | Carl Vieck  | 2. September 1944 bis 8. Mai 1945     |

## Unterstellte Verbände
| 29. November 1944         | Flugzeuge | Flugzeuge | Flugzeugtypen                            | Liegeplatz | Lage                    |
| 29. November 1944         | Soll      | Ist       | Flugzeugtypen                            | Liegeplatz | Lage                    |
| IV./Nachtjagdgeschwader 2 | 50        | 29 14     | Junkers Ju 88G-1 Junkers Ju 88G-6        | Vaerløse   | 55.7666667 12.316666666 |
| I./Nachtjagdgeschwader 3  | 50        | 7 40      | Junkers Ju 88G-1 Messerschmitt Bf 110G-4 | Schleswig  | 54.45935 9.516364       |
| Insgesamt                 | 100       | 90        |                                          |            |                         |

Anmerkungen
1. ↑  Sollstärke nach Kriegsausrüstungsnachweis
2. ↑  Iststärke (die tatsächlich in der Einheit vorhandenen Flugzeuge)